# Seyðisfjörður
Seyðisfjörður je vesnice na východě Islandu u konce fjordu stejného názvu. Leží v obci Múlaþing. V dubnu 2008 ve městě žilo 711 obyvatel. Starostou města je Ólafur Hreggviður Sigurðsson a PSČ je 710. Téměř celý Seyðisfjörður obklopují hory, na kterých se nachází mnoho vodopádů.

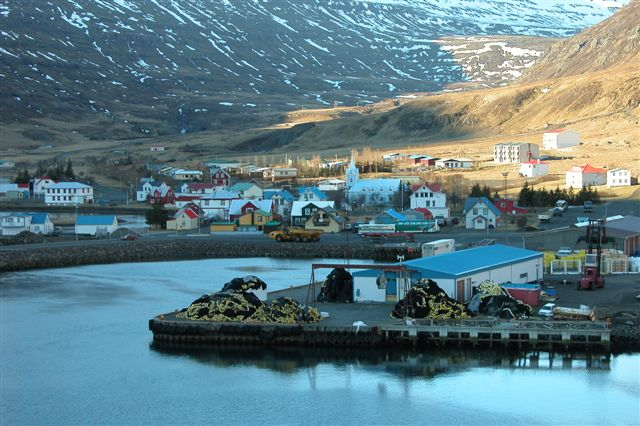
Seyðisfjörður

Každý týden z přístavu vyráží jediný trajekt pro přepravu automobilů jménem „Norröna“ (isl. „Norræna“), který pluje z Seyðisfjörðuru do měst Tórshavn na Faerských ostrovech, Bergen v Norsku, Hanstholm v Dánsku a Scrabster ve Skotsku. Seyðisfjörður se nachází 27 km východně od nejbližšího města Egilsstaðir, kde je také okružní silnice Hringvegur.

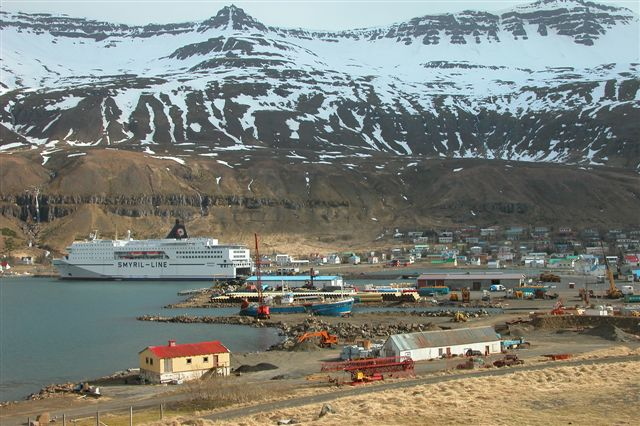
Trajekt Norröna

S nedávným zánikem místních rybozpracujících továren se nyní vesnice soustřeďuje hlavně na turistiku, ale přesto zůstává nejvýznamnějším přístavem na východním pobřeží Islandu. Město je známé svými starými dřevěnými domy. Seyðisfjörður má také svůj dům kultury a mnoho muzeí.
Osada na nynějším Seyðisfjörðuru byla založena v roce 1848 norským rybářem. Obyvatelé také stavěli ve vesnici dřevěné budovy. Město bylo používané jako základna pro americko-britské ozbrojené síly během druhé světové války. Roku 1995 zde byla postavena meteorologická stanice.
Téměř na všech místech na Islandu, kromě aglomerací Reykjavíku a Akureyri, se počet obyvatel snižuje. Od roku 1998 do roku 2004 klesl počet obyvatel o 11 %. Sice roku 2005 až roku 2006 obyvatelstvo stouplo o 2,6 %, ale od roku 2006 se opět snižuje.
| Datum       | Počet obyvatel |
| ----------- | -------------- |
| 1. 11. 1901 | 841            |
| 2. 12. 1930 | 936            |
| 1. 12. 1960 | 745            |
| 1. 12. 1990 | 981            |
| 1. 1. 1998  | 803            |
| 1. 1. 2004  | 730            |
| 1. 1. 2005  | 714            |
| 1. 1. 2007  | 726            |
| 1. 4. 2008  | 711            |